# Long Beach Convention Center
El Centro de Convenciones de Long Beach (en inglés como Long Beach Convention & Entertainment Center) es un centro de convenciones ubicado en Long Beach, California. El centro de convenciones alberga anualmente varios eventos.

## Historia
El auditorio municipal de Long Beach abrió en el sitio en 1905. Se reconstruyó en 1932 y demolió en 1975 para construir una extensión del centro de convenciones moderno de hoy día.
El primer recinto del centro de convenciones fue Long Beach Arena. Abrió en 1962 con capacidad de 14.500 personas. La Arena fue sede de voleibol en los juegos olímpicos de 1984 de Los Ángeles.
Por fuera la Arena circular es pintado en un mural con escenas del mar llamado "Whaling Wall", por el artista Wyland.
El Centro de Convenciones alberga más de 20,800 m de espacio y dos teatros. El Teatro Terrece (Terraza), y Teatro Beverly O'Neill.

## Olimpiadas
El centro de convenciones será parte del Long Beach Sport Park, sede de Tiro, Natación Artística, Waterpolo, Escalada Deportiva, y Balonmano en los Juegos Olímpicos de Los Ángeles 2028.
Waterpolo, natación, y la escalada deportiva serán afuera, en el estacionamiento del centro de convenciones, frente al mar. Se construyeran infraestructura temporal para los eventos. Balonmano será en la Arena y Tiro será dentro del centro de convenciones.

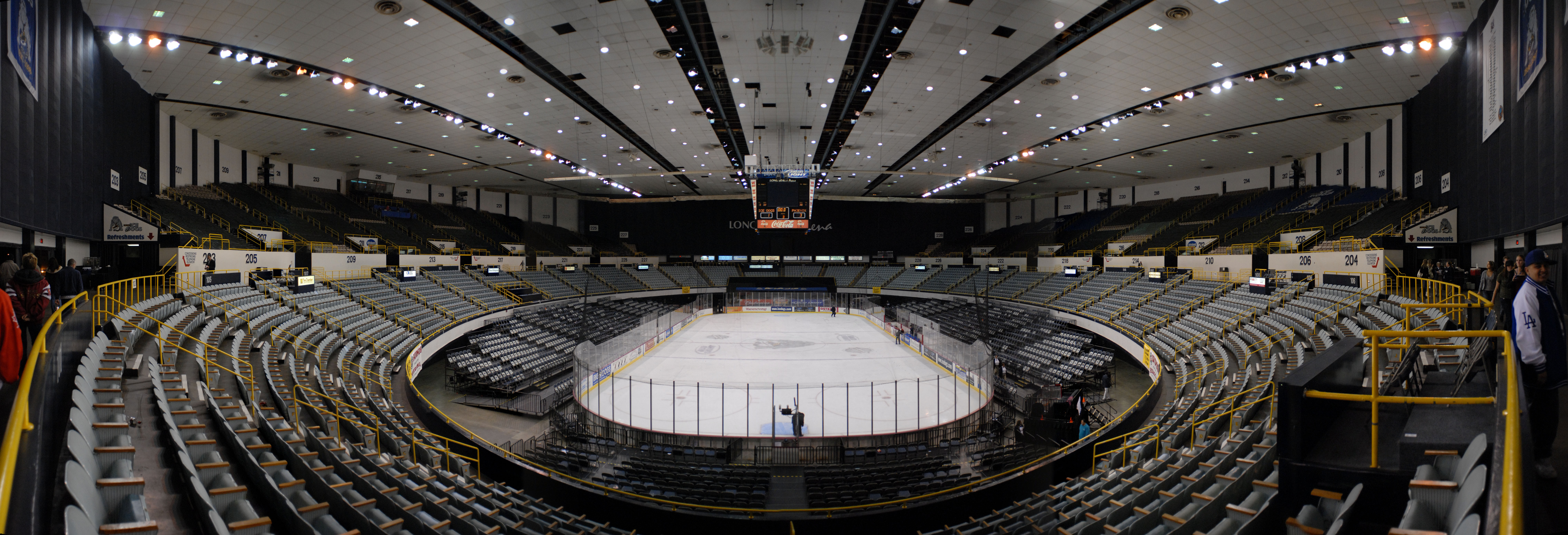
Long Beach Arena